# Chaoborus edulis
Chaoborus edulis är en tvåvingeart som beskrevs av Edwards 1930. Chaoborus edulis ingår i släktet Chaoborus och familjen tofsmyggor. Inga underarter finns listade i Catalogue of Life.